# Georgiacetus
Georgiacetus foi um gênero de cetáceos pré-históricos da América do Norte. Um parente muito distante dos golfinhos atuais, ele ainda possuia pernas e não barbatanas.
Suas patas traseiras poderosas eram usadas para natação.
Atualmente, como sabe-se, os golfinhos perderam tais patas e passaram a utilizar a cauda, evoluindo assim um formato mais hidrodinâmico e eficiente. Seu tamanho é estimado em três metros e meio de comprimento.
A primeira descoberta consistiu em aproximadamente sessenta ossos pertencentes a um único indivíduo adulto. Pesquisadores da Georgia Southern Universitycoletou o esqueleto quase completo, juntamente com a matriz circundante, o que permitiu a datação precisa dos ossos. Uma equipe de pesquisa liderada pelo paleontólogo de vertebrados Richard C. Hulbert, então na Georgia Southern, mais tarde confirmou a descoberta como a mais recente e avançada proto-baleia já descoberta. A descoberta incluiu um crânio quase completo, ambos os maxilares inferiores, mais de vinte vértebras, várias costelas e os ossos pélvicos. Nenhum material de perna ou cauda foi descoberto. O animal vivo foi estimado em 3,5 metros de comprimento com base no crânio, que tinha quase 30 centímetros de comprimento. À medida que a construção da usina nuclear continuava, os fósseis de mais dois indivíduos surgiram: uma única vértebra anterior de uma segunda baleia e três vértebras anteriores, quatro costelas parciais e um dente parcial de uma terceira baleia.
Anatomia: Georgiacetus parecia muito diferente dos cetáceos vivos. Seu espiráculo ainda estava perto da ponta do focinho, tinha dentição heterodonte (incisivos, caninos, pré-molares e molares), tinha um cérebro relativamente pequeno, uma grande pelve e grandes membros posteriores, embora seu tamanho exato permaneça especulativo. Ao contrário de muitos cetáceos anteriores, Georgiacetus não tinha um contato sólido entre a coluna vertebral e a pelve. Na verdade, todas as vértebras na região do quadril são separadas, indicando que essa baleia primitiva não tinha sacro. Tomadas em conjunto, essas observações sugerem fortemente que Georgiacetus não poderia ter suportado seu peso corporal em terra. Outra evidência de que Georgiacetus era um mamífero marinho obrigatório é que todos os espécimes foram encontrados em sedimentos marinhos e que isótopos nos dentes sugerem que ele ingeriu água salgada em vez de água doce.
Habilidades sensoriais: Os olhos de Georgiacetus são normalmente proporcionais, indicando que a visão era um sentido importante. No entanto, carecia de visão estereoscópica, sugerindo que pode ter localizado sua presa com som, passivamente ou com um sistema rudimentar de ecolocalização.
A região da orelha e mandíbula de Georgiacetusindicam que foi pelo menos parcialmente adaptado à audição subaquática. Nos odontocetos modernos, o som chega ao ouvido através de um grande corpo gorduroso alojado na mandíbula inferior, em vez de através do canal auditivo. Este sistema funciona particularmente bem na água porque a densidade da gordura e da água do mar são semelhantes. Se as densidades fossem muito diferentes, uma fração substancial das ondas sonoras que se propagam pela água teria sido refletida em vez de transmitida. Georgiacetustem um grande canal no maxilar inferior, sugerindo que este método de audição através do maxilar inferior já havia evoluído. A bula timpânica, o osso em forma de taça que envolve o espaço do ouvido dentro do crânio, também é muito grosso e denso. 
Dieta: Os grandes incisivos e caninos em Georgiacetus indicam que era carnívoro. Seu focinho longo e estreito, pescoço flexível e grande espaço para os músculos temporais que fecham a mandíbula, todos sugerem que provavelmente se alimentava de peixes.
1. ↑  «Georgiacetus vogtlensis». New Georgia Encyclopedia (em inglês). Consultado em 14 de maio de 2022
2. 1 2 3  «Georgiacetus vogtlensis | College of Osteopathic Medicine | New York Tech». www.nyit.edu. Consultado em 14 de abril de 2022